# Pohare
Pohare (cyr. Похаре) – wieś w Bośni i Hercegowinie, w Republice Serbskiej, w gminie Rudo. W 2013 roku liczyła 2 mieszkańców.